# Esteban Romero
Esteban Romero (Buenos Aires, 1754 - íd., 1824) fue un comerciante y militar argentino, de importante actuación durante las invasiones inglesas y en la Revolución de Mayo.

## Biografía
Hijo de una familia de fortuna, estudió en el Colegio de los Jesuitas de Buenos Aires (el Real Colegio de San Carlos), hasta que fueron expulsados. Se dedicó al comercio y logró reunir una importante fortuna. Fue tres veces miembro del Cabildo de Buenos Aires.
En 1792 contrajo matrimonio con Micaela Suárez, hija de Félix José Suárez y de Juana Josefa Moreno, con quien tuvo numerosos hijos: Juana María, Manuela, Olaya, José, Olegario y Fabián Romero.
Al producirse la primera de las Invasiones Inglesas al Río de la Plata, en 1806, fue de los más esforzados miembros del ejército secreto que formó Martín de Álzaga, combatiendo en la Reconquista de Buenos Aires.
Cuando, unos meses más tarde, se formó el Regimiento de Patricios, colaboró activamente en su formación y financiación. Fue el cuerpo militar más importante de los que se formaron y el más grande que nunca hubiera habido en Buenos Aires. El regimiento  tenía el privilegio —compartido con varios de los otros formados en esa época— de elegir sus comandantes; para jefe del regimiento fue elegido su amigo Cornelio Saavedra, y como jefe de uno del Segundo Batallón —de los tres en que estaba dividido— fue elegido Esteban Romero. El jefe de Estado Mayor fue Manuel Belgrano.
Sus relaciones con  Saavedra fueron siempre cordiales, pero políticamente no eran aliados: Romero tenía muy buenas relaciones con Álzaga, y ambos fueron alcaldes segundo y primer voto en el cabildo para el año 1807. 
Combatió brillantemente en la Defensa de Buenos Aires, tanto antes del ataque final – cuando fue el jefe de la batería defensiva de Olivos – como durante el mismo.
Durante la Asonada de Álzaga, del 1 de enero de 1809, estaba comprometido a pronunciarse por Álzaga. Pero la actitud de este, extremadamente torpe y lenta, y la muy hábil actuación de Saavedra lo hicieron optar por seguir a su jefe militar, que a la postre resultaría vencedor.
Fue el representante del partido de Álzaga en el cabildo abierto del 22 de mayo, y votó en contra de la continuidad del virrey Cisneros. También habló en nombre del regimiento de Patricios durante la manifestación del 25 de mayo, frente al Cabildo. Al asumir Saavedra la presidencia de la Primera Junta, lo reemplazó en el mando interino de los Patricios hasta fines de año, en que este recuperó el mando junto con el mando militar de todo el ex Virreinato.
Durante el año 1811 envió varias secciones de su regimiento al Paraguay, a la Banda Oriental y al Alto Perú. A fines de ese mismo año, al estallar el Motín de las Trenzas, se negó a reprimir a los rebeldes, como le ordenaba el coronel Manuel Belgrano; esta fue aplastada por José Rondeau, y Romero fue pasado de hecho a retiro militar.
Ejerció cargos militares y civiles muy secundarios durante todo el resto de la década de 1810. Volvió a su actividad comercial, pero su fortuna se perdió en su mayor parte. Fue Alcalde ordinario de segundo voto del cabildo porteño, electo en enero de 1820, pero tras la derrota de Cepeda, renunció a mediados de febrero.
A principios de 1822 ocupó el cargo de juez de paz del barrio de San Nicolás. Más tarde fue legislador provincial.
Falleció en Buenos Aires en 1824.